# Saidia

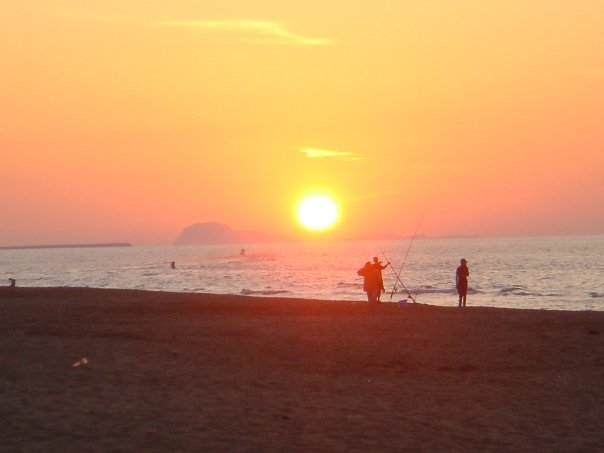
Abendstimmung am Strand von Saidia

Saidia (auch Saïdia, arabisch السعيدية, DMG as-Saʿīdīya; Zentralatlas-Tamazight ⴰⵊⵔⵓⴷ Ajrud) ist eine Kleinstadt mit etwa 11.000 Einwohnern in der Provinz Berkane in der Region Oriental im Nordosten Marokkos. Saidia gilt – nach Agadir und Essaouira – als wichtigster Badeort des Landes.

## Lage und Klima
Saidia liegt an der Mittelmeerküste, an der Mündung des Oued Kiss. Sie ist Grenzstadt an der marokkanisch-algerischen Grenze, ca. 65 km (Fahrtstrecke) nordwestlich von Oujda bzw. etwa 30 km nördlich der Provinzhauptstadt Berkane. Das Klima ist regenarm und hinsichtlich der Temperaturen vom Mittelmeer geprägt.

## Bevölkerung
| Jahr      | 1994  | 2004  | 2014  | 2024   |
| Einwohner | 2.563 | 3.338 | 8.780 | 10.514 |

Die meisten Einwohner sind Zuwanderer berberischer Abstammung; Umgangssprache ist jedoch zumeist Marokkanisches Arabisch.

## Wirtschaft
Die Bewohner des Ortes lebten bis in die erste Hälfte des 20. Jahrhunderts hinein als Selbstversorger vom Fischfang und von ein wenig Landwirtschaft. Seit den 1980er Jahren spielt der Strand- und Badetourismus die wichtigste Rolle für die Einnahmen des Ortes. Im Jahr 2007 wurde ein Yachthafen eingeweiht.

## Geschichte
Die Region um Ras el Ma und Saidia gehörte vom 8. bis ins frühe 11. Jahrhundert zum Emirat Noukour. Unter den Almoraviden, Almohaden, Meriniden, Saadiern und Alawiden teilte sie das wechselvolle politische Schicksal des Landes. Im ausgehenden 19. Jahrhundert wurde der Einfluss der europäischen Kolonialmächte immer spürbarer, der schließlich zur Bildung der französischen und spanischen Protektoratszonen führte, die von 1912 bis 1956 Bestand hatten.